# Gnophos confertata
Gnophos confertata là một loài bướm đêm trong họ Geometridae.